# امامزاده محمد دیباج (دامغان)
امامزاده محمد دیباج  مربوط به سدهٔ ۸ ه.ق است و در شهرستان دامغان، روستای چهارده به دیباج واقع شده و این اثر در تاریخ ۳۰ شهریور ۱۳۷۸ با شمارهٔ ثبت ۲۴۲۳ به‌عنوان یکی از آثار ملی ایران به ثبت رسیده است. مقابر دیگری در گرگان، بسطام، دامغان، کاخک، آستانه اشرفیه، قزوین، ورامین و درگز به او منسوب است.

## زندگی
او در سال ۱۳۴ هجری قمری در مدینه زاده شد. او فرزند جعفر صادق و حمیده بود. او همسری به نام خدیجه داشت و ۷ پسر و ۹ دختر فرزندان او بودند. او در سال ۲۰۳ هجری قمری در طی قیامی علیه مأمون درگذشت.